# Iglesia de Nuestra Señora del Castillo (Campo Real)
La iglesia de Nuestra Señora del Castillo es una iglesia localizada en el municipio español de Campo Real, perteneciente a la comunidad autónoma de Madrid.
Situado en un lugar elevado —antiguo emplazamiento de un castillo andalusí—, el templo presenta características tanto góticas como renacentistas y barrocas. Su construcción se produjo en distintas fases entre los siglos xvi y xvii. En los alrededores de la iglesia se han instalado 12 estatuas de apóstoles. Fue declarada monumento histórico-artístico —antecedente de la figura de bien de interés cultural— el 4 de noviembre de 1981.